# Red and Blue (EP)
Red and Blue è il primo EP della cantautrice statunitense Stefani Germanotta, pubblicato il 9 marzo 2006. L'album venne registrato dalla The Stefani Germanotta Band ed è composto da ballate glam rock. 

## Pubblicazione
L'EP non ebbe una pubblicazione ufficiale, alcune copie furono infatti vendute nell'area di New York e durante i concerti della band.
Red And Blue é sostanzialmente una "riedizione" del precedente EP Words, la differenza principale sta in una tracklist diversa. Nessuna canzone contenuta in esso è stata pubblicata come singolo né utilizzata come promozione, anche se il brano Wish You Were Here è entrato in classifica in alcuni stati a inizio 2009, quali Romania, Polonia e Ungheria. Nel 2009 l'album fu trovato da un tale Eddie Quiñones e immesso nel forum ufficiale di Lady Gaga.

## Tracce
1. Something Crazy – 3:35
2. Wish You Were Here – 3:54
3. No Floods – 3:50
4. Words – 4:40
5. Red and Blue – 3:44